# 豎線
豎線（|）是一個字符，在數學上有各種各樣的用途，包括用作表示絕對值，而在計算和編程中，以及一般的版式中，它有分隔的用途，與間隔號有相似之處。它在不同範疇有不同名稱，如管道、谢费尔竖线等。

## 用法
- 半形|
- 全形｜

### 數學
在以下地方用作數學符號：
- 絕對值：{\displaystyle |x|}
- 範數：{\displaystyle \|(x_{1},x_{2})\|}（Unicode中有雙豎號 U+2016：‖x‖）
- 幾何學中的平行：{\displaystyle AB\parallel CD}，代表{\displaystyle AB}線平行於{\displaystyle CD}線
- 集合論：{\displaystyle \{x|x<2\}}，很多時用冒號代替
- 势的比较: {\displaystyle |S|}
- 條件概率：{\displaystyle P(X|Y)}，即「在Y条件下X的概率」
- 除數：{\displaystyle a|b}，即「"a 整除 b"」，Unicode中有符號代表「可整除」和「不可整除」：U+2223（∣）和U+2224（∤）
- 邏輯學中的谢费尔竖线：{\displaystyle a|b}，即"a nand b"
- 距離：{\displaystyle p|ab}是{\displaystyle p}點與{\displaystyle ab}線的最短距離，所以{\displaystyle p|ab}垂直於{\displaystyle ab}線
- 計算（下標）：{\displaystyle f(x)|_{x=4}}（參閱Wikibooks中的下標）
- 限制：{\displaystyle f|_{A}:A\to F}

### 物理
用於量子物理學中的狄拉克符號，例如：
- {\displaystyle |\psi \rangle }：量子力學狀態"{\displaystyle \psi }"
- {\displaystyle \langle \psi |}："{\displaystyle \psi }"的對偶空間
- {\displaystyle \langle \psi |\rho \rangle }：{\displaystyle \psi }和{\displaystyle \rho }狀態的內積空間

### 語音
在國際音標中，| 代表音節邊界。

### 電腦

#### 管道
管道是來自UNIX的行程間通訊機制，允許一個過程的輸出用來作為另一個過程的輸入。

## 編碼
|                         | 豎線（'\|'）             | 斷豎線（'¦'）      |
| ----------------------- | ------------------------ | ------------------ |
| ASCII                   | 十進制：124 十六進制：7C | [ 1 ]              |
| ISO/IEC 8859-1          | 十六進制：7C             | 十六進制：A6       |
| Unicode                 | U+007C                   | U+00A6             |
| EBCDIC（CCSID 500變體） | 十六進制：BB             | 十六進制：A6       |
| Shift-JIS Men-Ku-Ten    | 1-01-35                  |                    |
| HTML                    | &#124;                   | &brvbar; or &#166; |